# Carlos Alberto Gomes
Carlos Alberto Gomes de Jesus (11 de diciembre de 1984 en Río de Janeiro), conocido como simplemente Carlos Alberto, es un exfutbolista brasileño que suele jugar en la posición de mediapunta. Su último club fue el Atlético Paranaense del Campeonato Brasileño de Serie A. Actualmente es comentarista deportivo.

## Carrera

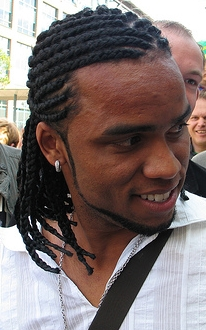
Carlos Alberto

Carlos Alberto comenzó su carrera futbolística profesional en el Fluminense, equipo de su ciudad, Río de Janeiro. Al comienzo del año 2004 José Mourinho lo trajo al Porto. En mayo de ese mismo año ganó con su nuevo equipo la Liga de Campeones. En la final, en el Veltins Arena de Gelsenkirchen, marcó el primer tanto del partido. Posteriormente disputó y ganó en Yokohama la última Copa Intercontinental de la historia, contra el Once Caldas colombiano. El campeonato se resolvió en la tanda de penales por 8 a 7, uno de los cuales fue obra de Carlos Alberto.
En enero de 2005 fue traspasado por una cifra cercana a los 10 millones de euros al Corinthians, con quienes ganó el campeonato brasileño. Tras una temporada mediocre con el equipo de São Paulo y una discusión con el entrenador Emerson Leão, Carlos Alberto fue traspasado nuevamente (en calidad de cedido) al equipo de su ciudad natal, el Fluminense.
Para la temporada 2007/08, Carlos Alberto fue fichado por el Werder Bremen alemán, firmando un contrato hasta 2011. La suma del traspaso ascendió a 7,8 millones de euros, convirtiéndolo en el fichaje más caro de la historia del club hanseático. Debido a problemas de lesiones e indisciplina, el equipo de Bremen lo cedió en enero de 2008 al campeón de la liga brasileña, el São Paulo. El mediocampista carioca fue apartado del equipo a los tres meses, nuevamente por problemas de indisciplina. En mayo de 2008, fue cedido otra vez a un equipo brasileño, el Botafogo. Su contrato de cesión expira el 30 de junio de 2009.

## Selección nacional
Carlos Alberto Gomes ha jugado cinco partidos internacionales con la selección de fútbol de Brasil. Su debut se produjo el 15 de julio de 2003 contra Honduras. Hasta la fecha, su último partido con la canarinha fue el 27 de abril de 2005 contra Guatemala.

## Palmarés
- Campeonato Carioca con Fluminense : 2002
- Primeira Liga con F.C. Porto : 2003-04
- Liga de Campeones de la UEFA con F.C. Porto : 2003-04
- Supercopa de Portugal con F.C. Porto : 2004
- Copa Intercontinental con F.C. Porto : 2004
- Campeonato Brasileño de Fútbol con Corinthians : 2005
- Copa de Brasil con Fluminense : 2007
- Campeonato Brasileño de Serie B con Vasco da Gama : 2009